# Fana de Genestaza

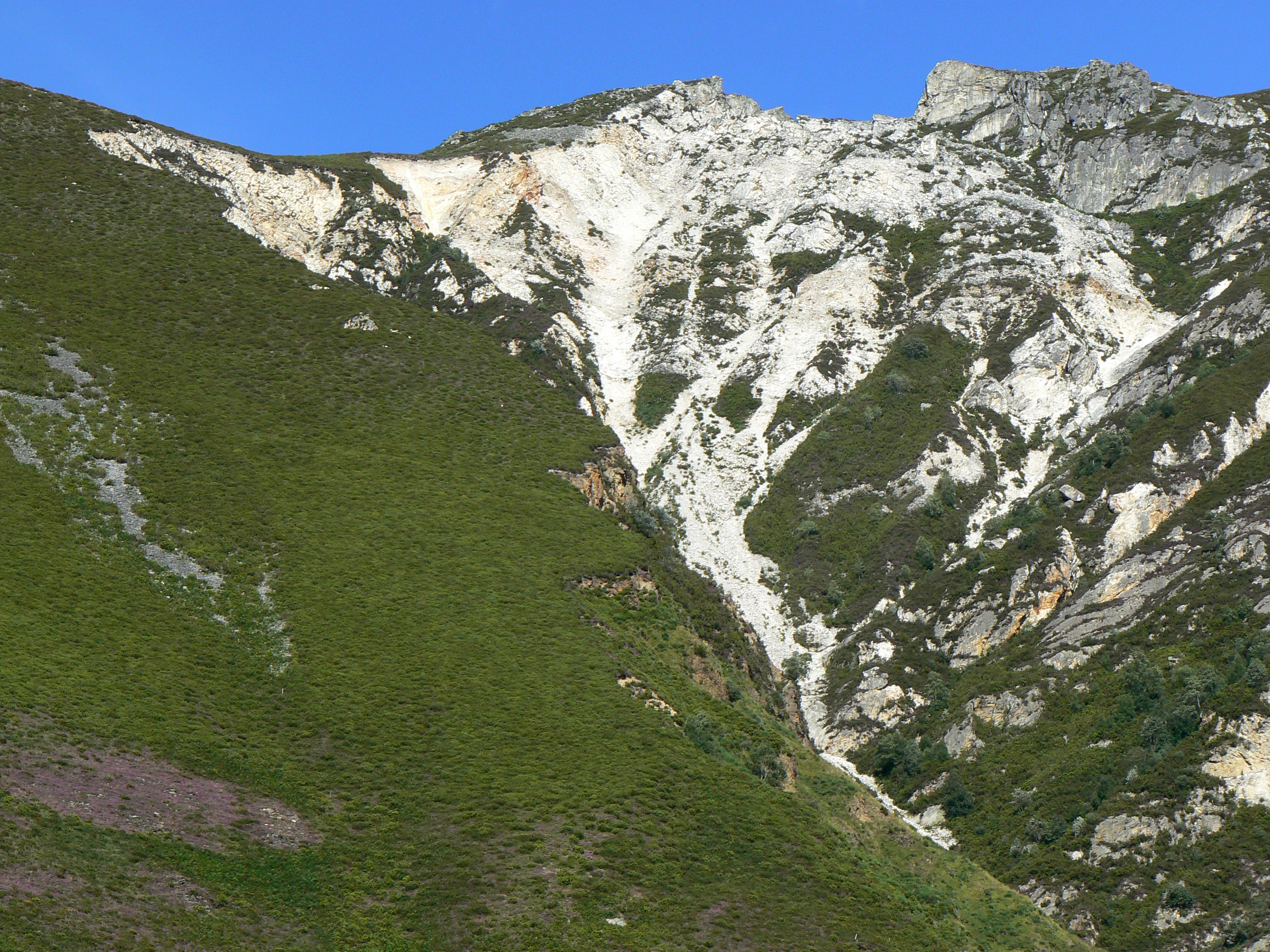
Fana de Genestaza

La fana de Genestaza es un deslizamiento de tierra —fana, en asturiano— que se encuentra en las inmediaciones del pueblo de Genestaza, en las cercanías de Tuña en el concejo asturiano de Tineo.
Se trata de un fenómeno geológico singular, casi único en Asturias (hay también una fana en Llamardal, la fana del Putracón, en el concejo de Somiedo). El proceso comenzó en el siglo XIX con un primer desgaje de la ladera occidental de la sierra de La Cabra, que continúa desmoronándose lentamente. El resultado final es un reguero que arrastra a su paso las piedras de cuarcita.
Desde el pueblo de La Azorera se obtiene una visión del conjunto de la fana.